# Илюстрован ръкопис
Илюстрован (илюстриран) ръкопис е ръкописна книга, изработена ръчно и украсена с живописни миниатюри и орнаменти, старателно изрисувани на ръка. създадена и използвана преди всичко от църковните институции през Средновековието. Този вид ръкописи развиват изкуството на калиграфията в Европа.

## Описание
При изработването на книгите се използват бои от естествени пигменти и в резултат се получават удивително наситени и дълбоки червени, сини, зелени, жълти и други цветове. В англоезичната литература илюстрованите ръкописи се наричат „illuminated manuscripts“, „осветени ръкописи“ (на латински: lumen, което означава „светлина“. Това определение се отнася най-точно до ръкописите, при чиято украса е използвано тънко сребърно и златно фолио (варак). В по-широк план обаче днес така се нарича всеки религиозен ръкопис, независимо дали свързан с европейската или ислямската религиозна традиция, който е украсен с декорации, инициали, рамки и миниатюри.
Украсата е най-общо от следните категории: заставки (украсени композиции преди началото на блок с текст), инициали (украсена начална буква или бита буква) и концовки (завършващи орнаментални мотиви в края на текста). Декоративните инициали обикновено се подразделят на такива със сюжет, с герой или чисто декоративни.
Първите илюстрирани ръкописи са създадени от келтски монаси през Средните векове. Книгите, създадени в края на първото хилядолетие от нашата ера на британските острови се считат за един от най-ярките паметници в общото културно наследство на келтите и представляват значителен принос в световната художествена култура. Сред най-ярките примери са няколко евангелия – Илюстрован ръкопис от Келс, Линдисфарнски евангелия и Евангелие от Дароу.
В началото на XII век процъфтяват художествените школи в Бургундия, основно в бенедиктинскто абатство Клюни и новооснованото от цистерцианците абатство Сито. В Клюни са изработени молитвеник със силно византийско влияние, както и копие на трактата на Св. Илдефонс в по-строг стил. Първите ръкописи в Сито са писани под силно норманско и английско влияние. През втората четвъртина на века ръкописите са украсени с цветни рисунки, които изобразяват фигури с дълги одежди с много дипли и носят белезите на южноиталианско влияние. Друг забележителен образец от по-късното Средновековие е Пребогатият часослов на херцог дьо Бери от XV век.
Ванското четвероевангелие е илюстрован ръкопис от 12 – 13 век, написан на грузински.

## В България
В българската история има множество оригинални илюстровани ръкописи. Макар и да не са запазени оригинални старобългарски ръкописи от преди 8 – 10 век, за тях се съди по копия, правени в Киевска Рус. Например в руския препис на „Учително евангелие“ от Константин Преславски, направен през 12 век, е съхранено изображение на княз Борис I. Под влияние на украсата, възприета във византийските ръкописи, през XIII—XIV век в славянските книги се налагат заставки, бити букви и концовки. Появяват се илюстративни цикли в царските кодекси – като Томичовия псалтир около 1360 г., Лондонското евангелие от 1356 г., Манасиевата летопис от 1344 – 45 г., Мюнхенския сръбски псалтир от края на XIV век, Киевския псалтир от 1397 г. Първата буква се украсява и оцветява в червен, син или зелен цвят или се изписва със злато.
Един от най-ранните ръкописи на старобългарски език е Зографското четвероевангелие. Един от най-богато украсените ръкописи е Четвероевангелието на цар Иван Александър, а един от последните – Видрица на поп Минчо Кънчев.